# Lemei Rock
Le Lemei Rock est une montagne des États-Unis située dans l'État de Washington. Avec 1 806 mètres d'altitude, elle forme le point culminant du Nord de la gorge du Columbia, une région montagneuse de la chaîne des Cascades, et du comté de Skamania.